# Vojtovce, Stropkov
Vojtovce este o comună slovacă, aflată în districtul Stropkov din regiunea Prešov. Localitatea se află la altitudinea de 338 m deasupra n.m., se întinde pe o suprafață de 4,92 km2 și în 2017 număra 101 locuitori.

## Istoric
Localitatea Vojtovce este atestată documentar din 1408.

## Demografie
| An:                | 1994 | 2004   | 2014    | 2024   |
| ------------------ | ---- | ------ | ------- | ------ |
| Număr de persoane: | 130  | 121    | 107     | 102    |
| Diferență:         |      | −6,92% | −11,57% | −4,67% |

| An:                | 2023 | 2024   |
| ------------------ | ---- | ------ |
| Număr de persoane: | 101  | 102    |
| Diferență:         |      | +0,99% |